# ゼネラル・エレクトリック パスポート

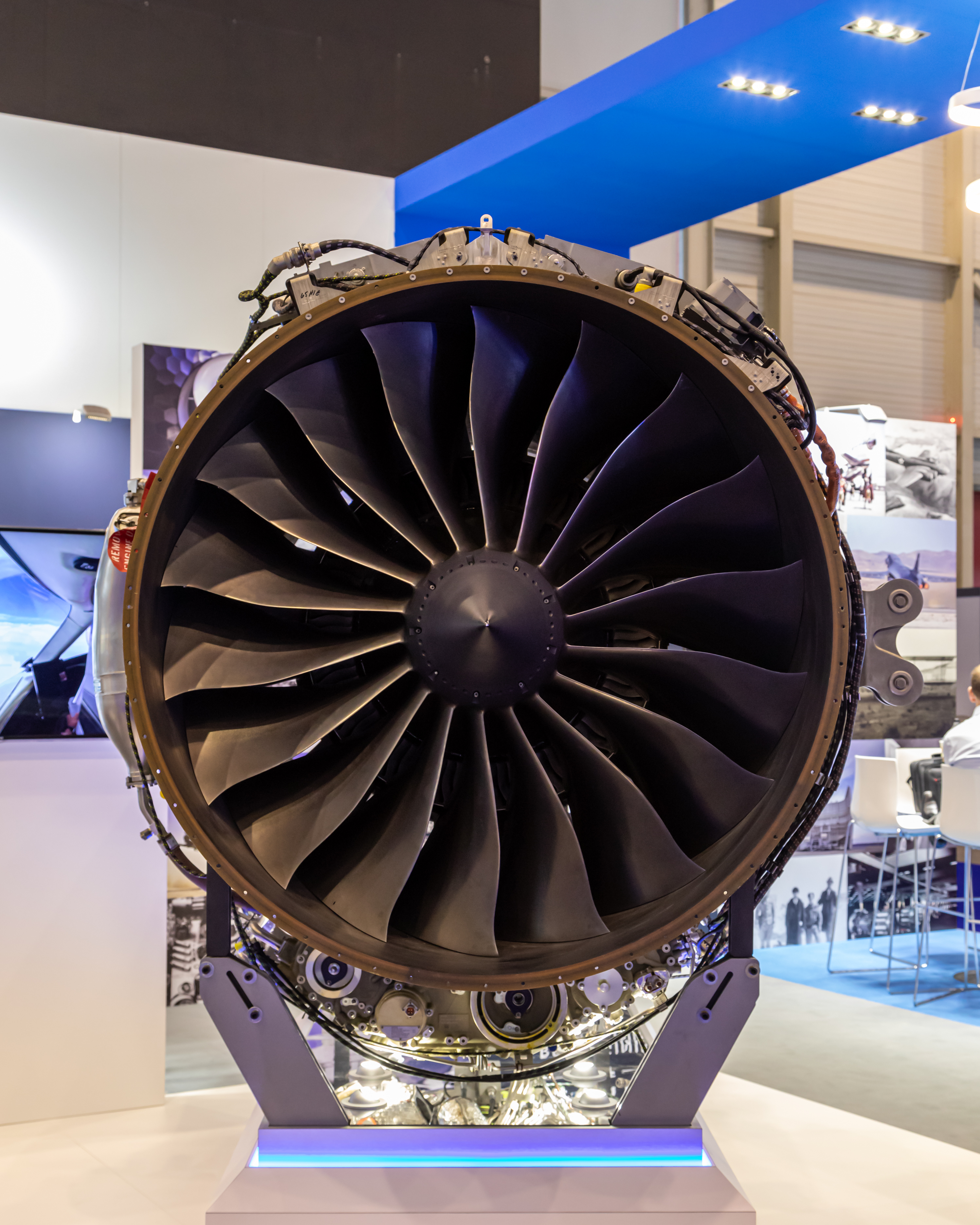

ゼネラル・エレクトリック パスポート（旧称TechX）は、アメリカ合衆国のGE・アビエーション、ベルギーのティーチスペースエアロ、日本のJAECの合同によるGE パスポート LLCが開発中の高バイパスターボファンエンジンである。
プログラムシェアはJAECが30%、TA社が7.4%でそれ以外をGEが受け持ち、製造に関してもIHIがファン静止部、低圧タービン、ギヤシステム、TA社が低圧圧縮機などの設計・開発・製造を担い、GE社がそのほかの部位をそれぞれ担当する。GEはCF34エンジンを使用する大型のビジネスジェット機やリージョナルジェット機のエンジンを置き換えることを企図する。

## 設計
推力は10,000 - 20,000重量ポンド (44 - 89 kN)級で、ボンバルディア7000や8000のような機体を対象としている。並行して開発中のCFMインターナショナル LEAPに使用されるブリスクや窒素酸化物低減燃焼器等、多くの類似の技術を取り入れる。
GEはLEAP-XのeCore技術において開発中の希薄燃焼と直径52インチ (130 cm)の金属製ブリスクをこの規模のエンジンには初めて導入する。さらにバランスハブとブレードシステムの必要性を廃するブリスクでファンブレード周囲の空気の漏洩を無くし空気力学的効率を高める。また、出口案内翼に構造支柱の機能をもたせた統合型案内翼を採用することによりファン静止部の重量を10%削減しており、燃料消費率を改善している。ファンケースには樹脂系複合材料、ミキサーノズルなどにはセラミックマトリックス複合材料が採用されており、大幅な重量軽減が図られている。

## 開発
2010年からコアの試験が開始され2番目のコアは2011年から試験に供される。
2011年5月、TechX はパスポートに名称が変更された。
2014年12月30日、GEアビエーションが保有する747-100（機体記号 N747GE）に搭載して試験を開始した。
2016年5月23日、連邦航空局(FAA)から型式証明が交付されたことが発表された。

## 仕様 (TechX)
一般的特性
- 形式: 高バイパス・ターボファン
- 全長: 132.5インチ (337 cm)
- 直径: 54.32インチ (138.0 cm)
- 乾燥重量: 4,554ポンド (2,066 kg)

構成要素
- 圧縮機: ファン1段 、低圧:軸流式、3段、高圧:10段
- 燃焼器: アニュラ型
- タービン: 高圧:軸流式2段、低圧:4段
- 使用燃料: Jet-A

性能
- 推力: 17,745 - 18,920重量ポンド (78.93 - 84.16 kN)
- 全圧縮比（英語版）: 45:1
- バイパス比: 5.6:1
- 推力重量比: 3.90 - 4.15

出典: 型式証明書 TCDS NUMBER E00091EN REVISION: 3 